# Tel Josef ha-Jašana
Tel Josef ha-Jašana (hebrejsky: תל יוסף הישנה, arabsky: Tal eš-Šejch Hasan) je pahorek o nadmořské výšce – 55 metrů v severním Izraeli, v Charodském údolí.
Leží nedaleko od severního úpatí pohoří Gilboa, cca 13 kilometrů jhovýchodně od města Afula a 2 kilometry severozápadně od vesnice Chefciba. Má podobu nevýrazného odlesněného návrší, které vystupuje z roviny Charodského údolí. V okolí se nacházejí rozsáhlé areály umělých vodních nádrží, severně od pahorku protéká hlavní vodní osa údolí – Nachal Charod. Ve 20. letech 20. století na pahorku vznikla židovská osada typu kibuc Tel Josef, která využila zdejší polohy kontrolující Charodské údolí i blízkost pramenů Ejn Ajalot (עין עילות) a Ejn Josef (עין יוסף). Později se osadníci přesunuli o několik kilometr na sever, kde vesnice Tel Josef stojí dodnes. Na tomto místě je dnes památník původním osadníkům. Pahorek je turisticky využíván. Na sever od Tel Josef ha-Jašana se rozkládá podobný pahorek Tel Šalvim.